# Culture Marajoara

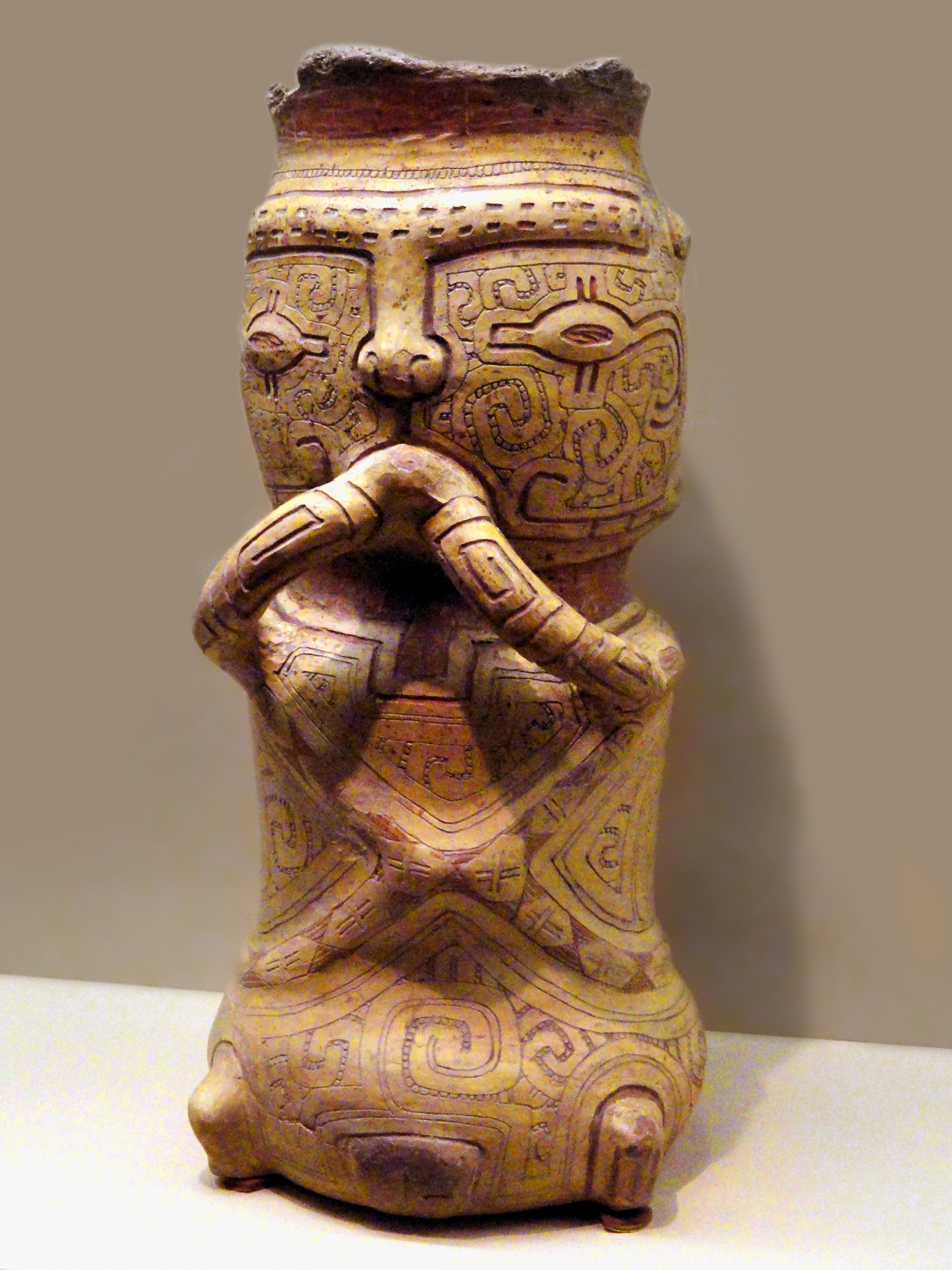
Urne funéraire Marajoara, Muséum américain d'histoire naturelle.

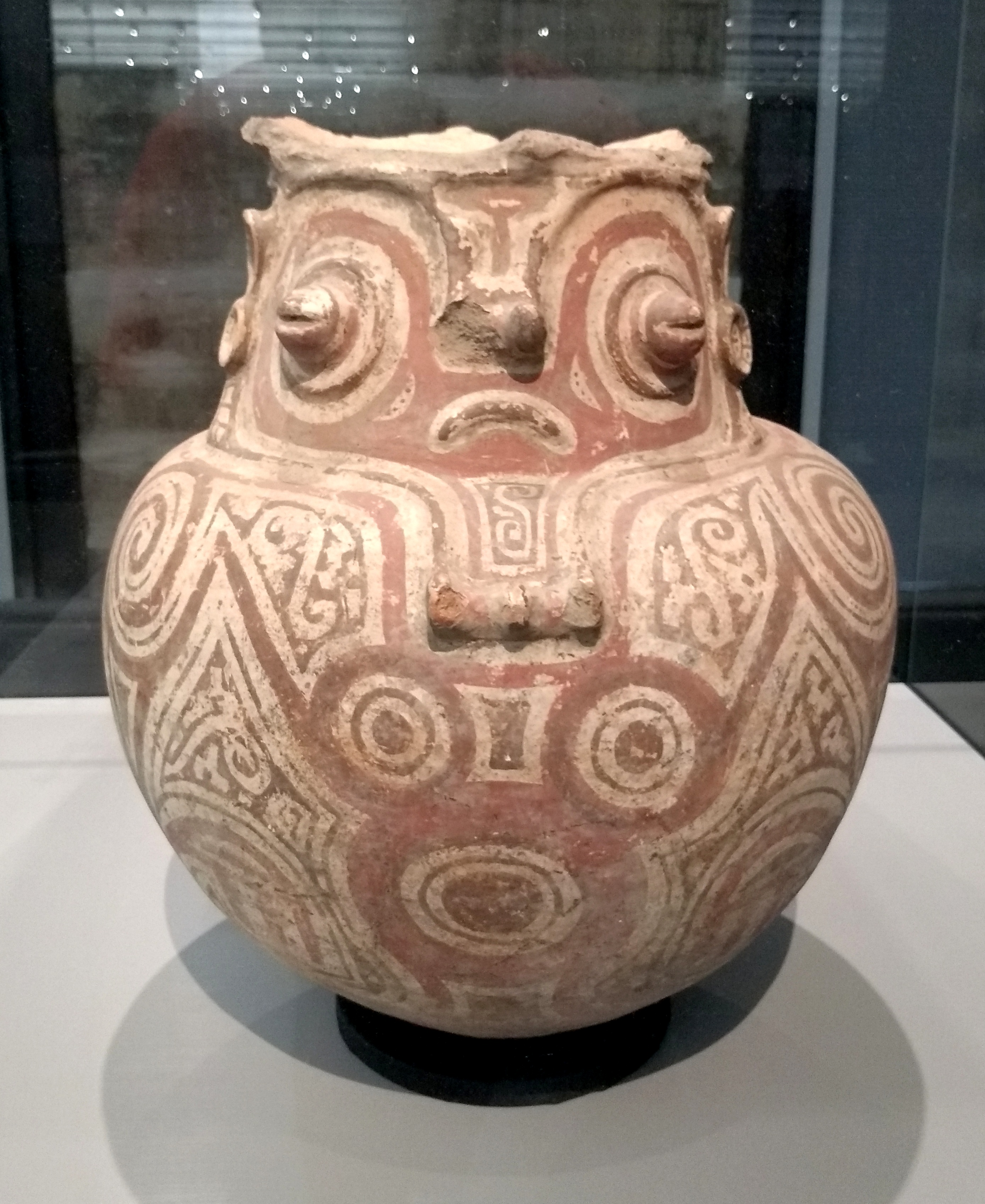
Urne funéraire de la tribu Marajoara.

La culture Marajoara est une culture précolombienne disparue qui s'est épanouie à l'embouchure du fleuve Amazone. Cette culture a produit de nombreuses céramiques polychromes, dont des urnes funéraires enterrées, qui sont les plus décorées.

## Histoire
Elle était centrée sur le village de Teso dos Bichos, sur l'île de Marajó (Brésil), occupé pendant neuf siècles, du Ve siècle au XIIIe siècle. 
Charles C. Mann suggère pour sa part des dates allant du IXe siècle au XIVe siècle pour borner cette culture. Cependant, certains sites Marajoara montrent des signes d'occupation dès le premier millénaire avant notre ère. De même, la culture Marajoara semble persister durant l'ère coloniale.
Le village était entouré d’un talus ovale de terre de 3 m de haut et de 10 m de large. Une vingtaine de vastes maisons, bâties de terre, de poutres et de joncs sont disposées autour d’une place centrale. Foyers entretenus, fours semi-tubulaires d’argile cuite, vases de cuisine et tessons grossiers dégagés parmi les débris de foyer, morceaux de céramique peinte retrouvées dans les amas coquilliers. Les femmes préparaient la nourriture dans des structures multifamiliales tandis que les hommes vivaient dans une maison réservée, probablement située à l’ouest du village, sur une plate-forme cérémonielle enclose de murs. 500 à 1000 personnes vivaient dans le village. L’examen des squelettes révèle une population très semblables aux Indiens actuels de l’Amazonie, mais plus grande de 10 cm en moyenne. Les hommes apparaissent musclés, sans trace d’arthrite généralement causée par le travail des champs, probablement exécuté par les femmes. La ration de protéine, importante, provient probablement du poisson. Le maïs constituait 30 % de la ration, avec des fruits et autres plantes à graine. 

## Anecdote
- Le peuple Marajoara aurait inspiré les créateurs de The Legend of Zelda: Majora's Mask, on peut remarquer que les symboles du masque de majora est similaire à ceux du peuple Marajoara. De plus, la similitude entre le mot Marajoara et le mot Majora est assez forte.